# Inside of Emptiness
Inside of Emptiness (с англ. — «Внутри Пустоты») — шестой студийный альбом американского музыканта Джона Фрушанте, выпущенный 26 октября 2004 года на Record Collection. Это четвёртый из шести альбомов, выпущенных с июня 2004 до февраля 2005. Также над альбомом работали Джош Клингхоффер и Омар Родригес-Лопес.

## Об альбоме
Фрущанте отмечает: «Это действительно сильно, но сделано более мягким способом. В этом есть успокоительный эффект. В альбоме есть тяжёлые композиции, и даже у мягких вещей есть некая грузность. Песня „Scratches“ эмоционально тяжела, даже при том, что она не исказила гитары и удары барабанов. Есть другая песня об умирающем ребёнке пары, где большая спонтанность и безрассудство не дают расслабиться».
11 декабря 2012 года виниловое издание пластинки было выпущенно на лейбле Record Collection. Эти переизданные пластинки весом 180 грамм доступны для скачивания в любом из форматов альбома — MP3 или WAV. 

## Список композиций
Издание на Виниле
Слова и музыка всех песен — Джон Фрушанте.
| №                   | Название            | Перевод             | Длительность |
| ------------------- | ------------------- | ------------------- | ------------ |
| 1.                  | «What I Saw»        | Что Я Увидел        | 4:00         |
| 2.                  | «The World's Edge»  | На Краю Света       | 2:34         |
| 3.                  | «Inside a Break»    | Внутри Разрыва      | 3:07         |
| 4.                  | «A Firm Kick»       | Сильный Пинок       | 4:33         |
| 5.                  | «Look On»           | Смотри Дальше       | 6:10         |
| Общая длительность: | Общая длительность: | Общая длительность: | 20:24        |

| №                   | Название            | Перевод                     | Длительность |
| ------------------- | ------------------- | --------------------------- | ------------ |
| 6.                  | «Emptiness»         | Пустота                     | 3:34         |
| 7.                  | «I'm Around»        | Я Рядом                     | 3:49         |
| 8.                  | «666»               | 666                         | 4:53         |
| 9.                  | «Interior Two»      | Второе Внутреннее Помещение | 2:27         |
| 10.                 | «Scratches»         | Царапины                    | 4:19         |
| Общая длительность: | Общая длительность: | Общая длительность:         | 19:02        |

## Участники записи

### Музыканты
- Джон Фрушанте — вокал, бэк-вокал, гитара, синтезатор, клавишные, бас-гитара (2 и 8)
- Джош Клингхоффер — ударные, бас-гитара, клавишные, бэк-вокал, гитара (7), соло-гитара (3 и 6)
- Омар Родригес-Лопес — соло-гитара (8)

### Продюсирование
- Джон Фрушанте — продюсер
- Райан Хьюит — звукорежиссёр, сведение
- Кевин Дин — ассистент звукорежиссёра
- Берни Грундман — мастеринг
- Дэйв Ли — оборудование

### Оформление
- Лола Монтес — фотография
- Майк Писцителли — дизайн
- Джон Фрушанте — дизайн